# Кратер Чиксулуб
Кратер Чикcулуб (енгл. Crater Chicxulub) је древни ударни кратер, који се налази на полуострву Јукатан (Мексико). Налази се близу места Чикcулуб, по којем је и добио име. Кратер има пречник већи од 180 км и сматра се једним од највећих удара небеских тела у историји Земље. Сматра се да је ударни астероид, који је створио кратер, имао пречник најмање 10 километара.
Кратер Чикcулуб је открио геофизичар Глен Пенфилд, који је радио на полуострву Јукатан у потрази за налазиштима нафте 1970-тих. У почетку, Глен Пенфилд није био у могућности да потврди да се ради о ударном кратеру, те је био одустао од даље потраге. Докази о удару небеских тела су ударни кварц, тектит и гравитационе аномалије.
Каснији докази су потврдили да се удар догодио пре отприлике 65.000.000 година, на крају геолошког периода Креде. Тај удар научници повезују са масовним изумирањем диносауруса. У мају 2010. група од 41 знанственика је након 20 година рада објавила да је једино уверљиво објашњење за изумирање диносауруса катастрофа настала након удара огромног астероида Чикcулуб. Научници су, у тексту објављеном у часопису Сајенc, одбацили друге теорије, као масовне вулканске ерупције, након провере података добијених у 20 година палеонтолошког, геокемијског, климатског, геофизичког и седиментолошког истраживања о стравичном догађају који је означио крај диносауруса.